# Organizzazione di cooperazione economica
L’Organizzazione di cooperazione economica (Economic Cooperation Organization, ECO) è un'organizzazione internazionale regionale che riguarda dieci stati asiatici. Fornisce una piattaforma di discussione per migliorare lo sviluppo e promuovere le opportunità commerciali e d'investimento. Il comune obiettivo è di creare un mercato comune di beni e servizi, come l'Unione europea.

## Storia
Fu fondata nel 1985 da Iran, Pakistan e Turchia allo scopo di promuovere la cooperazione economica, tecnica e culturale tra gli stati membri. Fu l'organizzazione che succedette alla Cooperazione regionale per lo sviluppo (Regional Cooperation for Development, RCD), fondata nel 1962 e sciolta nel 1979.
Il trattato di Smirne fu firmato nel 1977 come struttura legale per la RCD ed in seguito adottato come statuto dell'Organizzazione; fu modificata, all'Incontro ministeriale tenutosi ad Islamabad nel giugno 1990, per fornire un'appropriata base legale per la transizione dal RCD all'ECO. Seguendo l'emendamento del trattato, l'ECO fu varato pienamente all'inizio del 1991.
Nell'autunno del 1992, l'Organizzazione si allargò fino ad includere sette nuovi membri: Afghanistan, Azerbaigian, Kazakistan, Kirghizistan, Tagikistan, Turkmenistan e Uzbekistan. La data dell'allargamento dell'Organizzazione, il 28 novembre, è festeggiato come ECO Day.
Con questa espansione, che portò i membri da tre a dieci, l'Organizzazione acquistò una nuova dimensione e un nuovo ruolo. Di conseguenza, ci fu un consenso ad ogni livello per migliorare l'efficacia dell'istituzione; fondamentali cambiamenti erano richiesti nella struttura e nei metodi di funzionamento. Il quinto Incontro del Consiglio dei ministri tenutosi ad Ashgabat nel gennaio 1995 disegnò un gruppo di eminenti e competenti persone per prendere in considerazione la questione della rivalutazione del trattato di Smirne e la ristrutturazione dell'Organizzazione.
Il 13 ottobre 1993 le è stato riconosciuto lo status di osservatore dell'Assemblea generale delle Nazioni Unite.
Il Gruppo di eminenti persone (Eminent Persons Group, EPG) dopo esaurienti deliberazioni mise a punto molte raccomandazioni e documenti da proporre al Consiglio dei ministri.
Un Memorandum d'intesa sulla riorganizzazione e ristrutturazione fu firmato dai ministri degli Esteri ad Ashagabat durante il vertice del 14 maggio 1996; in seguito al quale il Consiglio dei ministri decise di tenere una sessione straordinaria nella città di Smirne, Turchia, per firmare la revisione del trattato e l'accordo sullo statuto legale dell'organizzazione economica. L'Incontro si tenne il 14 settembre 1996 per metter a punto i documenti di base incluso il suo Statuto fondamentale. Il Consiglio approvò anche il Piano d'attuazione sulla riorganizzazione e ristrutturazione.
I seguenti dieci documenti sono stati attuati per dare effetti nella struttura della nuova organizzazione:
- Trattato di Smirne (emendato);
- Struttura organizzativa dell'ECO;
- Statuto organizzativo dell'ECO;
- Accordo sullo statuto legale dell'ECO, rappresentanti nazionali e personale internazionale;
- Accordo tra il Governo della Repubblica Islamica dell'Iran e l'Organizzazione relativamente ai diritti, privilegi e immunità del segretariato;
- Regole di procedure dell'ECO;
- Metodologia funzionale dell'ECO;
- Strategia di cooperazione economica per la Regione dell'ECO;
- Regolamenti del personale del segretariato;
- Regolamenti finanziari del segretariato.

L'Accordo commerciale dell'organizzazione di cooperazione economica (Economic Cooperation Organisation Trade Agreement, ECOTA) fu firmata il 17 luglio 2003 ad Islamabad.
Negli ultimi dodici anni gli stati hanno collaborato ad accelerare il passo dello sviluppo regionale attraverso i loro tentativi comuni. Oltre ad affinità storiche e culturali, essi hanno la capacità di usare le infrastrutture esistenti e i legami economici e di fortificare ulteriormente il loro proposito di trasferire le loro speranze e aspirazioni in una realtà tangibile. L'Organizzazione è coinvolta in molti progetti nei settore prioritari della sua cooperazione, incluso l'energia, il commercio, il trasporto, l'agricoltura e il controllo delle droghe.

## Membri
Gli stati membri dell'Organizzazione di Cooperazione economica sono 10:
- Afghanistan
- Azerbaigian
- Iran
- Kazakistan
- Kirghizistan
- Pakistan
- Tagikistan
- Turchia
- Turkmenistan
- Uzbekistan

## Struttura
L'Organizzazione si articola in quattro organi:
- il Consiglio dei Ministri: è l'organo più importante, è composto dai Ministri degli Affari Esteri dei membri o da altri dirigenti di livello ministeriale. Si riunisce almeno una volta l'anno;
- il Consiglio dei Rappresentanti Permanenti: è composta dagli ambasciatori dei membri escluso l'Iran che viene rappresentata dal Direttore Generale per gli Affari dell'ECO nel Ministero degli Affari Esteri, è responsabile dell'attuazione delle decisioni e di effettuare le politiche del Consiglio dei ministri, pensa al budget e verifica i resoconti dell'Organizzazione e rimanda queste al Consiglio dei ministri per l'approvazione, riesamina tutti i resoconti del Segretariato, prepara la bozza dell'agenda e facilita l'organizzazione per gli incontri del Consiglio dei ministri e del Consiglio de Rappresentanti Permanenti;
- il Consiglio di Pianificazione Regionale: sviluppa le basi strategiche e politiche e i piani in conformità degli obiettivi e dei principi della cooperazione regionale stabilito dal Trattato di Smirne e dalle linee guida e direttive politiche del Consiglio dei ministri. È sotto la supervisione del Segretario Generale ed è formato da sei Direttori:
  - Direttore dell'Agricoltura, dell'Industria e del Turismo;
  - Direttore del Commercio e dell'Investimento;
  - Direttore del Trasporto e delle Comunicazioni;
  - Direttore del Progetto, Ricerca Economica e Statistiche;
  - Direttore delle Risorse Umane e dello Sviluppo Sostenibile.
- il Segretariato: può avviare, coordinare e monitorare l'attuazione delle attività dell'Organizzazione e revisionare tutti gli incontri dell'ECO in linea con i documenti d'accordo e direttive degli organi governativi.

Le Istituzioni regionali:
- Compagnia di Navigazione dell'ECO
- Camera del Commercio e dell'Industria dell'ECO
- Compagnia d'Assicurazione dell'ECO
- Istituto d'Assicurazione dell'ECO
- Air ECO
- Banca per il Commercio e lo Sviluppo dell'ECO
- Compagnia di Consulenza e d'Ingegneria dell'ECO
- Istituti Supremi di Revisione dell'ECO (ECO Supreme Audit Institutions, ECOSAI)
- Agenzia di Notizie dell'ECO (ECO News Agency, ECONA)

Le Agenzie Specializzate:
- Istituto Culturale dell'ECO
- Fondazione per le Scienze dell'ECO
- Istituto Educativo dell'ECO

Le tre agenzie specializzate e le nove istituzioni regionali funzionano sotto la supervisione del Segretariato Generale.
Il Segretariato e i dipartimenti culturali hanno sede a Tehran, Iran, i suoi uffici economici ad Istanbul, Turchia e i suoi uffici scientifici ad Islamabad, Pakistan.

### Banca per il Commercio e lo Sviluppo dell'ECO
Questa banca fu fondata dai tre membri fondatori nel 2005. Il capitale sottoscritto fu di 300 milioni DSP, che fu pagato in parti uguali dai paesi membri. Il primo Presidente della Banca fu Murat Ulus, turco, in carica dal novembre 2006; la carica del Presidente passerà ad un altro paese seguendo una rotazione di cinque anni. La sede della Banca è a Istanbul in Turchia.
La missione della Banca è di avviare e promuovere le facilitazioni finanziarie per espandere il commercio dentro la regione e promuovere lo sviluppo economico dei paesi membri.

### Istituto culturale dell'ECO
L'Istituto (ECO Cultural Institute, ECI) è affiliata all'Organizzazione che gli ha affidando la comprensione e la preservazione del ricco patrimonio culturale dei suoi membri attraverso progetti comuni nei campi dei media, letteratura, arte, filosofia, sport ed educazione
Lo statuto dell'Istituto fu firmato il 15 marzo 1995 ad Islamabad.

## Obiettivi
Sono nove gli obiettivi principali dell'Organizzazione di cooperazione economica:
- lo sviluppo sostenibile economico degli stati membri;
- la progressiva rimozione delle barriere commerciali e la promozione del commercio dentro la regione;
- il maggiore ruolo della regione nella crescita del commercio mondiale;
- la graduale integrazione delle economie degli stati membri con l'economia mondiale;
- lo sviluppo del trasporto e dell'infrastruttura delle comunicazioni che lega i membri tra loro e con il mondo esterno;
- la liberalizzazione e privatizzazione dell'economia;
- l'efficace utilizzazione delle potenzialità dell'agricoltura e dell'industria della regione;
- la cooperazione regionale per il controllo dell'abuso di droghe, la protezione ecologica ed ambientale, e il consolidamento dei legami storici e culturali tra i popoli della regione;
- la cooperazione con altre organizzazioni regionali ed internazionali.

## Relazioni con altre organizzazioni
Tutti gli stati membri partecipano anche all'Organizzazione della cooperazione islamica, mentre l'Organizzazione di cooperazione economica ha essa stessa uno status di osservatore in questa organizzazione fin dal 1995.
Partecipa alle riunioni della Conferenza sulle misure di interazione e rafforzamento della fiducia in Asia (CICA) in qualità di organizzazione partner.